# Filipinka
Filipinka (ou également Wańka, Perełka) était le nom non officiel, mais commun pour la grenade à main ET wz.40 produite pour l’Armia Krajowa pendant la Seconde Guerre mondiale en Pologne occupée.
Elle fut conçue par un ancien ouvrier de la Fabrique de munitions de l'armée polonaise de Rembertów, Edward Tymoszak (d'où l'abréviation ET). Elle était partiellement basée pour sa conception sur la grande antichar ET wz.38.
La grenade Filipinka était une grenade offensive, de forme cylindrique. Dans la partie supérieure de l’enveloppe, un pas de vis servait à fixer la fusée. Le revêtement de la première série (environ 4 000 engins) était en bakélite, qui se brisait sans produire de fragments comme une grenade à corps métallique. Plus tard, la matière de l’enveloppe fut remplacée par du métal estampé. Le remplissage était composé principalement d'explosifs artisanaux, de la cheddite ou de l'ammonium. Parfois, de l’explosif de bombes aériennes allemandes ou d’obus d'artillerie, ainsi que du plastic britannique livré par ponts aériens étaient utilisés. La grenade était équipée d'une fusée à contact qui fonctionnait à l'impact avec la cible.
L’enveloppe était peinte avec différentes couleurs pour permettre une utilisation plus facile dans le cadre de la résistance et une dissimulation plus facile. Après 1941, toutes les grenades furent marquées avec une inscription en russe (Desantnaya Udarnaya Granata 41 - Grenade à impact des parachutistes numéro 41) afin de cacher l'origine réelle de l'arme et d'assurer la sécurité des installations de production. Pendant toute la guerre, environ 240 000 grenades de ce type furent produites. Beaucoup d'entre elles furent utilisés dans diverses batailles de l'opération Tempête, dont l'insurrection de Varsovie.